# Jaroslav Bába
Jaroslav Bába, född den 2 september 1984 i Karviná är en tjeckisk höjdhoppare. Han är 1.96 cm lång och väger 80 kg. 
Bábas genombrott kom när slutade på åttonde plats vid VM för juniorer 2002. Året efter deltog han vid inomhus VM 2003 där han blev nia efter att ha klarat 2,25. Samma höjd klarade han vid utomhus VM samma år i Paris vilket gav honom en elfte plats. Hans första stora merit blev när han vid inomhus VM 2004 blev bronsmedaljör efter att ha klarat 2,25. 
Bába deltog även vid Olympiska sommarspelen 2004 i Aten där han slog ett nytt personligt rekord då han klarade 2,34. Resultatet räckte till en bronsmedalj efter Stefan Holm och Matt Hemingway. 
Under 2005 noterade han sitt personliga rekord när han hoppade 2,36 vid tävlingar Prag den 8 juli 2005. Samma år blev han femma vid VM i Helsingfors efter att ha klarat 2,29. Vid VM 2007 i Osaka klarade han 2,26 vilket gav en åttonde plats och vid Olympiska sommarspelen 2008 i Peking blev han sexa med ett hopp på 2,29.
Han deltog vid VM 2009 i Berlin där han slutade på en femte plats. Han avslutade friidrottsåret 2009 med att bli tvåa vid IAAF World Athletics Final 2009.
Han är även en talangfull trestegshoppare och hoppade 14,45 m i Prag den 31 maj 2003.
Bába är 1.96 cm lång och väger 80 kg.

## Personliga rekord
- Höjdhopp utomhus - 2,36 meter (8 juli 2005 i Rom)
- Höjdhopp inomhus - 2,37 meter (5 februari 2005 i Arnstadt)